# Sønder Marsk
Sønder Marsk (også Søndermarsk, tysk: Südermarsch, nordfrisisk: Süüdermaask) er en landsby og kommune i det nordlige Tyskland under Kreis Nordfriesland i delstaten Slesvig-Holsten. Byen er beliggende fem kilometer syd for Husum i Sydslesvig i et udpræget moseområde. Området omkring byen er sikret med diger og må permanent afvandes ved hjælp af pumpestationer. Nabobyer er blandt andre Mildsted og Rantrum.
Kommunen samarbejder på administrativt plan med andre kommuner i Nordsø-Trene kommunefællesskab (Amt Nordsee-Treene).
I den danske tid hørte landsbyen under Mildsted Sogn (Sønder Gøs Herred).